# 摸著石頭過河

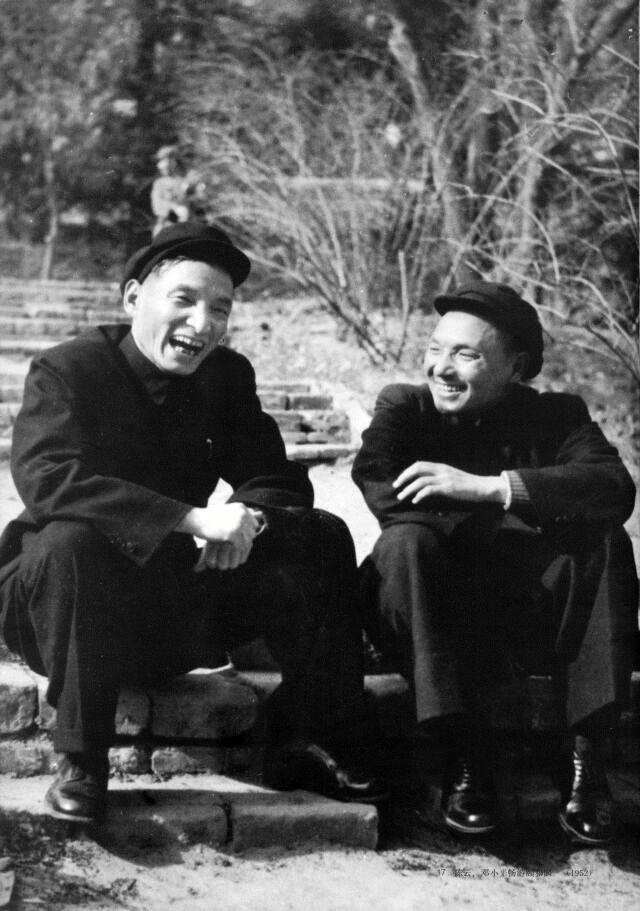
邓小平（右）与陈云（左）摄于1952年。二人是20世纪80年代中国政坛的第一号和第二号人物。改革开放后，保守派的陈云强调“摸着石头过河”，意指渐进式改革或放缓改革，但后世对此口号有不同的解读。

“摸著石頭過河”，最早出自中国民间歇后语，1980年代起成为改革开放的标志性口号之一，又称摸论，时常被同邓小平的“猫论”相比较。中华人民共和国成立后，时任政务院副总理陈云在1950年4月的一次政务会议上首次提出了“摸着石头过河”的工作方法，并在不同场合多次重复强调。其他一些中共领导人包括李先念、谷牧、陈丕显、聂荣臻等也引用过这句话。而据学者考证，邓小平本人并未引用过这句话，但后世对其寓意有着不同解读，也有人将其归结成邓小平的“摸论”。

## 历史沿革

### 词源
“摸着石头过河”出自民间歇后语，包括以下几种版本：
- 摸着石头过河——踩稳一步，再迈一步
- 摸着石头过河——求稳当
- 摸着石头过河——稳当些
- 摸着石头过河——稳稳当当
- 摸着石头过河——步步稳妥

“摸着石头过河”本意指在没有前人经验、没有现成的桥和船的情况下，要想过河就必须以身试水、摸索前进。

### 现代用法
中华人民共和国成立后，1950年4月7日，在中央人民政府政务院第27次政务会议上，时任政务院副总理陈云提道：
物价涨不好，跌亦对生产不好。要摸着石头过河，稳当点为好。
1951年7月20日，陈云在《做好工商联工作》一文中再次强调：“办法也应该稳妥，这叫摸着石头过河。搞急了是要出毛病的。毛毛草草而发生错误和稳稳当当而慢一点相比较，我们宁可采取后者。” 此后，1961年3月4日，陈云在听取化工部关于化学肥料工业的汇报时，公开指出：“一方面试验研究要敢想敢说敢做；另一方面，具体做必须从实际出发，要摸着石头过河，要把试验研究同推广分别开来，推广必须是成熟的东西。” 1962年2月16日，李先念致信邓辰西，说道：“是否在计划外进口一百万美元商品？我看还是放在计划以内，计划外用汇不到万不得已不批准，而且在订货时要一步一步地看，摸着石头过河，稳当些。”
与此同时，“摸着石头过河”的用法很早就出现在《人民日报》的报道以及正式文件中。1959年，农业部党委上报毛泽东并党中央的报告《关于一九五九年农业生产的几点意见》中，就提道：“实行少种高产多收的方针和耕地三三制的伟大理想，必须有步骤，必须是‘摸着石头过河’。一九五九年全国的耕地面积和播种面积不能减得太多。” 1965年6月6日，《人民日报》发表文章《用两分法领导生产——记严龙公社领导生产斗争的方法》以及评论员文章《全面、片面、表面和反面》，认为：“搞生产要摸着石头过河。什么是石头呢？所谓石头，就是落脚点，就是实实在在的真实情况。只有调查研究，摸到了落脚的一个个石头，才能一步一步走到彼岸，完成任务。”

### 改革开放

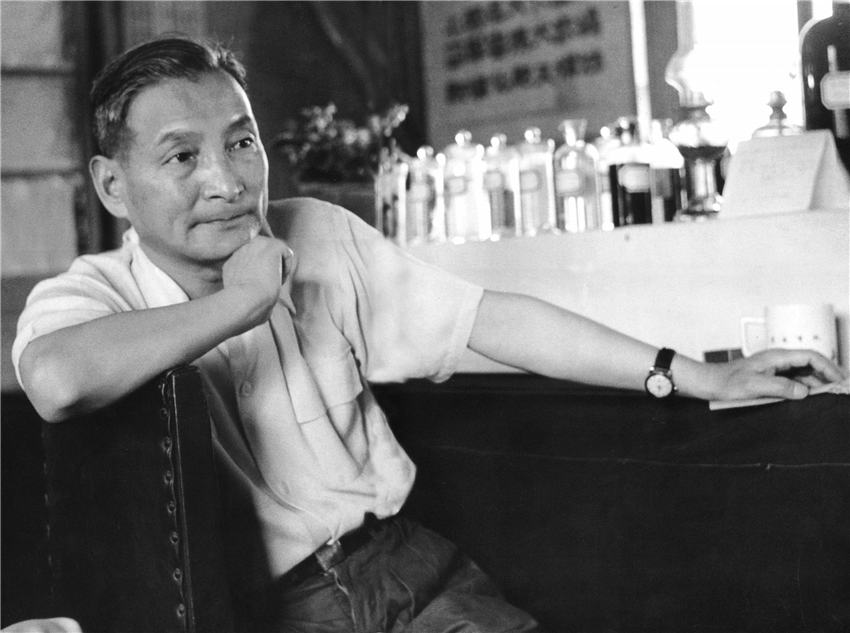
中共保守派领袖陈云曾提出“摸着石头过河”、“鸟笼经济”等观点，以限制改革开放的速度和幅度。

改革开放前夕，1978年9月9日，时任中共中央副主席李先念在国务院务虚会上提出，对于结果不确定的政策措施要采取边试验边探索的方法：“引进项目实行排队，先安排急需的和已经看准了的，其余的看准一批办一批，摸着石头过河。” 1980年7月，由于物价暴涨，引发了社会主义国家波兰在二战后规模最大、持续最久的罢工浪潮，时任波兰统一工人党中央委员会第一书记的爱德华·盖莱克因此被迫下台、波兰统一工人党的领导地位动摇。中共保守派领袖陈云、胡乔木等人认为中国大陆也可能爆发像“波兰团结工会事件”一样的危机，但中共改革派领袖邓小平和胡耀邦对此没有公开表态。1980年12月16日，时任中共中央副主席陈云在中央工作会议上作了题为《经济形势与经验教训》的讲话，其中讲到：
我们要改革，但是步子要稳。因为我们的改革，问题复杂，不能要求过急。改革固然要靠一定的理论研究、经济统计和经济预测，更重要的还是要从试点着手，随时总结经验，也就是要“摸着石头过河”。开始时步子要小，缓缓而行。这绝不是不要改革，而是要使改革有利于调整，也有利于改革本身。
1984年6月30日，陈云在政府内部材料上批示：“有经验的外国人也是‘摸着石头过河’。所有外国资本家都是如此。凡属危险项目，他们不搞，宁吃利息。这是一个千真万确的道理。” 1988年5月12日，陈云在杭州同浙江省负责人谈话时，最后一次公开谈论对“摸着石头过河”的态度：“做工作，不能只想快。慢一点，稳一点，少走弯路，走弯路的损失比慢一点的损失多。有人批评说‘摸着石头过河’不对，但没有讲出道理来。‘九溪十八涧’，总要摸着石头过，总要下河去试一试。‘摸着石头过河’，这话没有错。”

## 后世解读
据研究人员考证，邓小平并未引用过“摸着石头过河”这句话。改革开放后，尤其是20世纪90年代后期开始，一些文章作者将“邓小平说”和“摸着石头过河”联系在一起，有人开始认为这是“邓小平‘摸着石头过河’的小理论”。“摸着石头过河”逐渐被人们认为是邓小平的原话，甚至被传播为邓小平的“摸论”，成为中共的宣传语言及政治术语。

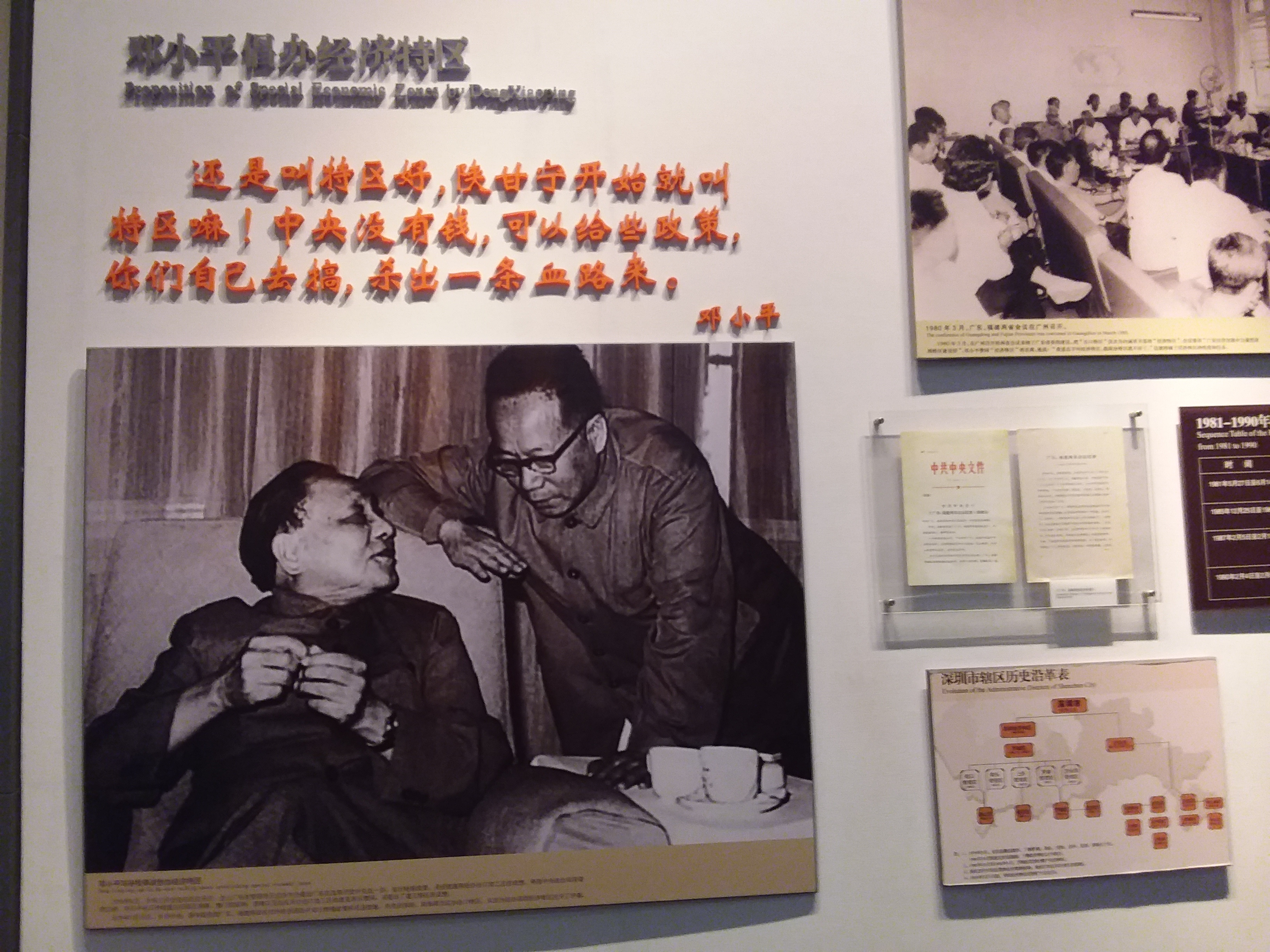
1979年4月，邓小平鼓励兴办深圳特区，对时任广东省委第一书记习仲勋说：“中央没有钱，可以给些政策，你们自己去搞，杀出一条血路来。”

此外，不同人对“摸着石头过河”的寓意常有不同解读，也时常有人将“摸论”与“猫论”相比较。一些中国大陆以及海外的学者和媒体将“摸着石头过河”解读为邓小平领导中国改革开放的方法和态度——激励全党要冲破思想束缚，大胆开拓、稳妥前进，譬如：
从邓小平提出这句话的本意上说，摸着石头过河强调闯的精神和冒的劲头，反对预先划定条条框框，自我束缚手脚，是有强烈现实针对性的。
还有一些中国大陆媒体则将其解读为：
摸着石头过河，是邓小平同志对中国改革开放方法和策略的一个形象比喻。实践中，对必须取得突破但一时还不那么有把握的改革，就采取试点探索、投石问路的方法，先行试点，鼓励大胆探索，取得经验、看得很准了再推开。......这种渐进式改革，避免了因情况不明、举措不当而引起的社会动荡，为稳步推进改革、顺利实现目标提供了保证。反观有些国家搞所谓“休克疗法”，结果引起了剧烈政治动荡和社会动乱，教训是很深刻的。
也有学者质疑“摸着石头过河”的改革方式是否已经过时。诸如，“现在的改革需要行动派，需要战略设计和路线图设计，不能再沿用以往‘摸着石头过河’这类试错性质的思路”、“改革已经进入深水区，摸着石头过河的方法已经不适用了”、“过河的办法很多，可以走桥，可以坐船，摸着石头过河岂不是蛮干、瞎撞吗？”，等等。2012年，经济学家吴敬琏认为，“说我们直到现在还在‘摸着石头过河’，是一种误解。‘摸着石头过河’是上世纪80年代初期的做法...... 近来朝野上下推进全面改革的呼声开始提高，甚至出现了形成新的‘改革共识’的可能。”

## 延伸阅读
- 孙立平：《改革须警惕“摸石头上瘾不过河”》（存档），《新快报》，2012年1月10日。
- 葛国耀、刘家俊：《“摸着石头过河”的现实困境及其出路研究》（存档），爱思想，2013年9月9日。
- 李周：《全面深化改革仍需摸着石头过河》（存档），《人民日报》，人民网，2015年4月9日。
- 陈功：《“摸着石头过河”的改革在今天已不适用》（存档），新浪，2017年3月9日。